# بوبينغن
بوبينغن (بالألمانية: Bobingen) هي بلدة ألمانية تقع في ألمانيا في آوغسبورغ.

## أعلام
- روي بلاك